# Скарбник

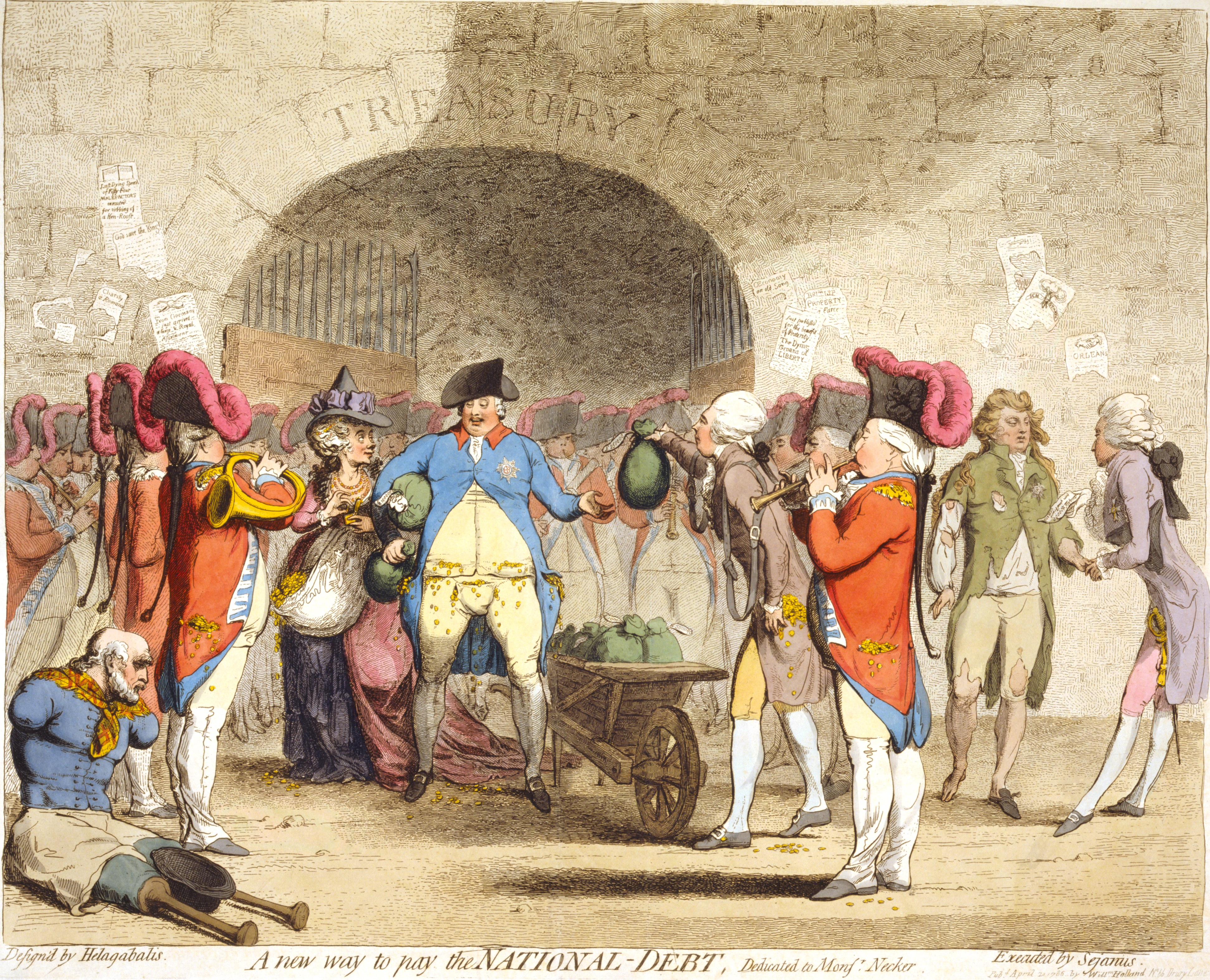
У «Новий спосіб сплати національного боргу» (1786) (A new way to pay the National Debt) Джеймс Гілрей зобразив карикатуру на королеву Шарлотту і Короля Георга III при скарбниці для покриття королівських боргів. Пітт передає їм ще один грошовий мішок.

Скарбни́к (підска́рбій) — чин, що завідував фінансами.

## Запорозька Січ
Скарбник завідував фінансами в Запорозькій Січі. Скарбник був досить близьким до Гетьмана і належав до військових служителів. Він визначав, яка кількість фінансів має бути потрачена на озброєння, харчі, одяг тощо.
У ширшому розумінні скарбник або скарбничий це особа, що відає коштами якоїсь установи, організації, об'єднання осіб тощо, посадовець, який завідує скарбницею.

## Московське царство
У Московському царстві скарбник (рос. казначей) відав казенним двором або приказом, а разом з тим і государевими доходами, отримуючи різні збори (наприклад митні) і оброки. Відомству скарбника підлягали також справи про холопство і ведення книг, в які записувалися акти на холопство. Зі збором мит з'єднаний був і суд над тими, хто мита платив: звідси широка судова компетенція скарбника. Суд скарбника поширювався і на такі випадки, які не мали жодного стосунку до безпосередніх функцій скарбника. Судебник 1550 року зараховує до бояр і окольничих, що творили "суд царя і великого князя ", і скарбника. Тут скарбники виступають взагалі як довірені та наближені до царя особи. Як довірені люди, скарбники призначаються разом з боярами вести переговори з іноземними послами.
До середини XVII ст., у міру розвитку приказних установ, широке відомство скарбника сильно скоротилася. Доходи передані були у фінансові прикази різного найменування, холопські справи — в холопський приказ. У віданні скарбника залишився лише казенний двір. Казенним двором відав один скарбник, рідше двоє, а товаришів при ньому було троє: два дяки і друкар; в XVII столітті останній вийшов зі складу казенного двору. На посаду скарбника звичайно призначалися люди нові, не родовиті, але вона прокладала дорогу до боярства.